# 藤井善隆
藤井善隆，是一位日本麻醉学研究者。

## 生平
1987年毕业于东海大学，1991年在东京医科牙科大学获得博士学位，2012年藤井善隆伪造实验数据的事件被曝光，导致183篇论文被撤销，当时成为世界被撤稿论文最多的作者。